# هیروآکی ساتو (مترجم)
هیروآکی ساتو ((به ژاپنی: 佐藤 紘彰 Hiroaki Sato)؛ زادهٔ ۱ ژانویهٔ ۱۹۴۲) زبان‌شناس، مترجم، و شاعر اهل ژاپن است.